# James W. Pulley
James W. Pulley (* 21. April 1936 in Philadelphia, USA; † 13. Mai 2008 in Berlin) war ein deutscher Sänger in den Sparten Blues, Gospel und Schlager.

## Leben
Pulley wuchs in den Vereinigten Staaten auf, wo er von der Mutter früh zur Adoption freigegeben wurde. Im Alter von 16 Jahren ging er zur US-Army. Er desertierte 1955 aus einer bayerischen US-Kaserne in die DDR, wo er über das speziell für die kulturelle und politisch-ideologische Betreuung von Deserteuren aus westlichen Armeen geschaffene Kulturhaus „Internationale Solidarität“ in Bautzen (Sachsen) bald in die DDR integriert wurde. 1956 begann seine musikalische Karriere als Sänger in Tanzorchestern (u. a. Orchester Schwarz-Weiß aus Dresden, Orchester Bodo Wiese aus Altenburg und dem Berliner Orchester Alfons Wonneberg).
Als schwarzer Entertainer wurde Pulley schnell bekannt, da er gewisse Sehnsüchte nach Amerika und Afrika durch seine Songs zu stillen versuchte. So sang er u. a. Songs von Glenn Miller, Louis Armstrong und Harry Belafonte. Daneben sang er auch deutsche Volkslieder und Schlager in deutscher Sprache, die vom bekannten Schlagertexter und -komponisten Arndt Bause speziell für ihn verfasst wurden.
Mit der Sängerin Dagmar Frederic war er 13 Jahre lang auf Tournee, auch in verschiedenen Ostblockstaaten sowie in Fernsehshows des DDR-Fernsehens zu sehen. Als Solist war Pulley bis zum Ende des Eisernen Vorhangs bis zu 60 Mal monatlich bei Veranstaltungen in der DDR unterwegs. Nach der Wende und friedlichen Revolution musste Pulley einen Karriereknick hinnehmen – wie auch andere Bühnenkollegen aus den neuen Bundesländern. Er trat weiterhin auf unterschiedlichen Bühnen und auf Kreuzfahrtschiffen auf. Er war seit 1960 mit seiner späteren Managerin Ursula Pulley verheiratet und lebte mit ihr kinderlos in einem Haus in Berlin-Johannisthal. Er starb 2008.